# Pseudacris nigrita
Pseudacris nigrita (tên tiếng Anh: miền nam Chorus Frog) là một loài ếch thuộc họ Nhái bén.
Đây là loài đặc hữu của Hoa Kỳ.
Môi trường sống tự nhiên của chúng là rừng ôn đới, vùng đồng cỏ ôn đới, vùng đất ẩm với cây bụi là chủ yếu, đầm nước, đầm nước ngọt, đầm nước ngọt có nước theo mùa, ao, hố lộ thiên, đất nông nghiệp có lụt theo mùa, và kênh đào và mương rãnh.
Chúng hiện đang bị đe dọa vì mất môi trường sống.

## Hình ảnh

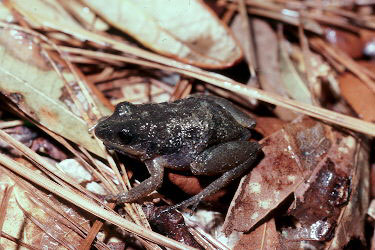